# Stig Holmås
Stig Holmås, né le 25 février 1946 à Bergen, en Norvège, est un poète et romancier norvégien, auteur de quelques romans policiers et d'ouvrages de littérature d'enfance et de jeunesse.

## Biographie
Il est bibliothécaire avant d'être librettiste, scénariste et anthologiste. Il publie tout d’abord des recueils de poèmes puis des ouvrages pour la jeunesse. En 1982, il reçoit le Kulturdepartementets priser for barne- og ungdomslitteratur (no).
En 1991, il fait paraître son premier roman O.K. Corral. En 1994, il publie Le Condor (Kondoren), dont la « construction formelle sophistiquée et très habilement agencée permet au lecteur d'oublier les situations très conventionnelles décrites dans ce roman, curieuse incursion d’une écriture lyrique et métaphorique dans le monde du roman noir », selon Catherine Chauchard.
À partir de 2003, il signe des scénarios pour la série télévisée norvégienne Taxi, Taxi.
Il est le père de l'homme politique Heikki Holmås.

## Œuvre

### Poésie
- Åtte fra Bergen  (1969)
- Vi er mange (1971)
- Tenke på i morgen (1972)
- Nok å ta seg til (1974)
- Folket som alltid lengter (1980)
- Her (1985)

### Romans
- O.K. Corral (1991)
- Flukten fra kemneren; eller den veldige lengselen i bodyen min (1992)
- Kondoren (1994) Publié en français sous le titre Le Condor, traduit par Alain Gnaedig, Nantes, Éditions Le Passeur (1997)  (ISBN 2-907913-48-4) ;  réédition, Paris, Gallimard, coll. « Série noire » no 2603 (2001)  (ISBN 2-07-049930-8)
- Lampeskjermer (1998)
- Trommeslageren fra Tourigo (2005)
- Regn (2008)

### Nouvelles
- Mannen fra Nicaragua (1979)
- Guttene i markegaten (1981)

### Ouvrages de littérature d'enfance et de jeunesse
- Vinterhauk og ildvannet (1982)
- Vinterhauk og skalpejegerene (1983)
- Vinterhauk og slavehandlerne (1984)
- Tordensønnen (1985)
- Apache pass (1986)
- Ildvognene (1987)
- Soloppgangens folk (1988)
- Veien til San Carlos (1989)
- Victorio! Victorio! (1990)
- De usynlige (1991)
- Grå ørn kommer til unnsetning (1995)
- Vinterhauk og Ørkenvind (1995)
- Vinterhauk og hjorten i Svartfjellene (1996)

### Théâtre
- Jeg synes jeg klarte meg fint : Christian Michelsen og 1905 (2005)
- "Gatenes helter :uroppført 14.09.2013 vestlandske teatersenter, Bergen"

### Autre ouvrage
- Epos Boka om bokbåten (coécrit avec Helge Sunde (no))

## Prix et distinctions
- 1982 : Kulturdepartementets priser for barne- og ungdomslitteratur (no).
- 1988 : (international) « Honour List »[2] de l' IBBY pour Tordensønnen

## Sources
- Claude Mesplède (dir.), Dictionnaire des littératures policières, vol. 1 : A - I, Nantes, Joseph K, coll. « Temps noir », 2007, 1054 p. (ISBN 978-2-910-68644-4, OCLC 315873251), p. 987-988

- (no) Cet article est partiellement ou en totalité issu de l’article de Wikipédia en norvégien intitulé « Stig Holmås » (voir la liste des auteurs).